# Şennur Demir
Şennur Demir (* 10. August 1982 in Bartın) ist eine türkische Boxerin. Sie wurde 2022 Weltmeisterin im Schwergewicht.

## Karriere
Demir gewann 2016 nach Halbfinalniederlagen gegen Sylwia Kusiak bzw. Shadasia Green jeweils eine Bronzemedaille bei der Europameisterschaft in Sofia und der Weltmeisterschaft in Astana.
2018 gewann sie nach einer Halbfinalniederlage gegen Flavia Severin erneut Bronze bei der Europameisterschaft in Sofia und unterlag bei der Weltmeisterschaft in Neu-Delhi erst im Finale gegen Yang Xiaoli, wodurch sie Vize-Weltmeisterin wurde.
Ihr bisher größter Erfolg war der Gewinn der Weltmeisterschaft 2022 in Istanbul, wobei sie Lazzat Kungeibayeva, Diana Castro, Lidia Fidura und Khadija El-Mardi besiegen konnte.

### Weitere Erfolge
- Weltmeisterschaft 2019: Viertelfinale
- Europameisterschaft 2019: Viertelfinale
- EU-Meisterschaft 2017: Goldmedaille
- Weltmeisterschaft 2012: Viertelfinale
- EU-Meisterschaft 2011: Silbermedaille